# Distretto di That Phanom
Il distretto di That Phanom (in thailandese: ธาตุพนม) è un distretto (amphoe) della Thailandia, situato nella provincia di Nakhon Phanom.